# Mycotoxine

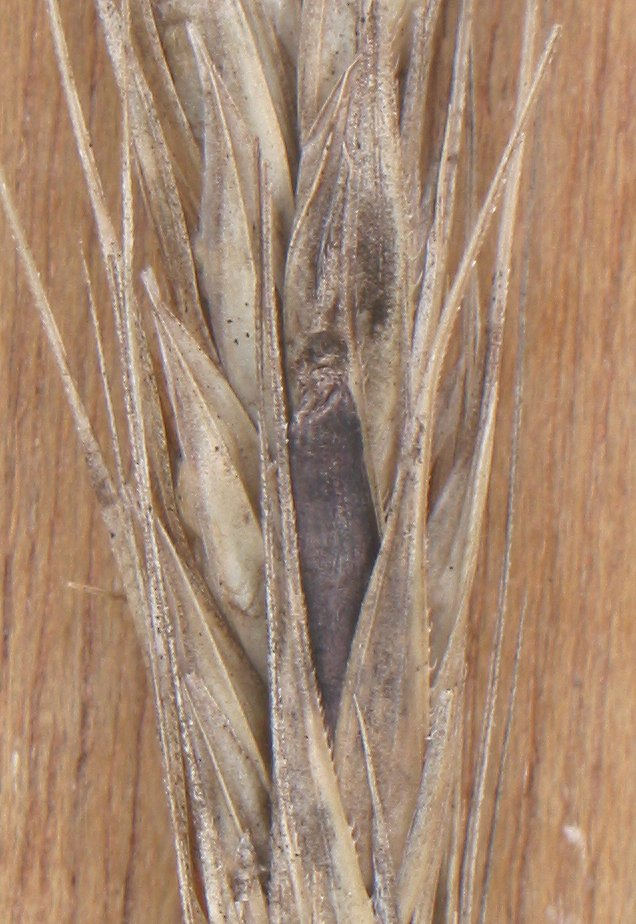
Moederkoren op rogge-aar

Structuurformule van Aflatoxine B1

Een mycotoxine (Oudgrieks μύκης (mukēs) "schimmel") is een gif (toxine) geproduceerd door een organisme van de schimmelfamilie, zoals paddenstoelen, draadvormige schimmels en gist. 
De meeste schimmels zijn aeroob (ze gebruiken zuurstof), en komen bijna overal voor in zeer kleine hoeveelheden vanwege hun sporen. Zodra de juiste luchtvochtigheid en temperatuur daarvoor de gelegenheid biedt begint de proliferatie van de schimmels door het consumeren van organisch materiaal waardoor het mycotoxineniveau stijgt. De gifstoffen zijn alkaloïden, secundaire plantenstoffen, enzymen of proteïnen.
Mycotoxinen komen in de voedselketen door een schimmelinfectie van landbouwproducten of door het eten van giftige paddenstoelen. Zelfs als het product niet door mensen geconsumeerd wordt blijft het schadelijk voor de gezondheid omdat het waarschijnlijk als veevoeder wordt gebruikt. Mycotoxinen zijn uiterst resistent in de spijsvertering en blijven daardoor in de voedselketen van vlees en zuivelproducten. Temperatuurbehandelingen zoals verhitten en bevriezen hebben geen invloed op het mycotoxine-gehalte.
De FAO schat dat circa 25% van alle voedselproducten in de wereld mycotoxinen bevatten. In de Europese Unie zijn de wettelijke niveaus van een aantal mycotoxinen in voedsel en dierenvoeding vastgesteld door een aantal Europese richtlijnen en Commissie-verordeningen.

## Mycotoxinen in het leefklimaat
Gebouwen kunnen een bron van mycotoxinen zijn. Publieke bezorgdheid over mycotoxine nam toe na miljoenenclaims en toewijzingen over giftige schimmels in de jaren 90. De belangrijkste zijn cytotoxinen (aflatoxine) geproduceerd door Aspergillus flavus en Aspergillus parasiticus en de trichotheceen toxinen geproduceerd door Stachybotrys chartarum, Mycrothecium verrucaria e.d. Sommige soorten produceren meer dan één toxine zoals Aspergillus versicolor, Emericella nidulans en Cochliobolus met het produceren van sterigmatocystine en Stachybotrys chartarum met de productie van satratoxine F, G en H, roridine E en verrucarine J. De negatieve gezondheidseffecten zijn afhankelijk van de concentratie, de tijdsduur, de blootstelling aan en de gevoeligheid van de betrokkene. De concentraties in een gezond huis, kantoor of school zijn meestal te laag om een reactie te veroorzaken.

## Oorzaken
- Primaire verontreiniging: Granen worden al tijdens de teelt door schimmels besmet zoals moederkoorn op rogge, tarwe en gerst (zogenaamde veld mycotoxinen, vooral de Fusarium mycotoxinen).
- Secundaire verontreiniging: Opgeslagen levensmiddelen verschimmelen door Aspergillus of Penicillium (zogenaamde opslag mycotoxinen (aflatoxinen en ochratoxine A).
- Stofwisseling in het dier: Vee krijgt beschimmelde levensmiddelen en de mycotoxinen worden gemetaboliseerd. Ze belanden in de eindproducten: melk, eieren, vlees. Een voorbeeld hiervan is aflatoxine M1 wat gevormd wordt in de melk na besmetting met aflatoxine B1.

## Voorkomen
- Goed algemeen beheer, snel drogen en geconditioneerde opslag kan effectief schimmelverspreiding voorkomen.
- Snel testen bij aanlevering door dunnelaagchromatografie (TLC), immuno affiniteitstechnieken (ELISA's) en hogedrukvloeistofchromatografie met fluorescentie of MS detectie (HPLC (High-performance liquid chromatography)).
- Sortering na het verwerken; verkleurde producten zijn meestal verontreinigd.

## End of pipelineoplossingen

### Mycotoxinebindende additieven/Mycotoxine-deactivatie
Er kunnen mycotoxine bindende additieven aan diervoer toegevoegd worden. Om de nadelige werking van mycotoxine te neutraliseren zijn de volgende criteria van toepassing om de effectiviteit van het additief te beoordelen:
1. Effectiviteit van het actieve component gebaseerd op wetenschappelijk onderzoek
2. Een lage effectieve insluitingsmarge
3. Stabiliteit over een brede pH-schaal
4. Hoge capaciteit met betrekking tot het adsorberen van hoge concentraties mycotoxinen
5. Bevestigde In vivo data m.b.t alle belangrijke mycotoxinen
6. Niet-giftige, milieuvriendelijke componenten

Omdat niet alle mycotoxinen gebonden kunnen worden aan de beschikbare additieven, is de meest recente benadering om de mycotoxine te neutraliseren (mycotoxine-deactivatie). Door het gebruik van enzymen (esterase, expoxidase), gist (Trichosporon mycotoxinvorans) of bacteriologische soorten (Eubacterium BBSH 797), worden mycotoxinen omgezet in niet-giftige metabolieten. Op dit moment behandelt de EU mycotoxinen als additieven. Hiervoor dient eerst de werking aangetoond te worden, en het niet-toxisch zijn van de binder. Concreet betekent dit in de praktijk dat deze binders niet toegelaten zijn op de EU markt.

## Analyse
Om mycotoxinen te kunnen detecteren zijn een aantal technieken beschikbaar:
1. snelle- of screeningsmethoden
  1. ELISA: Deze methode is gebaseerd op een extractie, veelal met water. Hierna is het extract in cupje (96 wells plaat) te brengen. In dit cupje zitten aan de wand antilichamen tegen het te detecteren mycotoxine gecoat. Hier hecht het mycotoxine aan waarna een kleurreactie gestart wordt. De mate van kleur is evenredig met de concentratie in het monster.
  2. Lateral Flow Device: Deze techniek is gebaseerd op antilichamen en werkt vrijwel gelijk als een zwangerschapstest. Er wordt een cut-off waarde ingesteld door de leverancier. Het extract wordt opgebracht en ca 2 min later is er af te lezen of het monster wel of niet groter is dan de ingestelde cut-off waarde.
2. bevestigingsmethoden
  1. TLC: Dunne laag chromatografie: een sterk verouderde techniek met weinig selectiviteit en gevoeligheid
  2. HPLC met Fluorescentiedetectie: Meest gebruikt afgelopen jaren
  3. HPLC met MS detectie: De analysetechniek van de toekomst waarbij direct een bevestiging gegeven kan worden. Erg selectief, minder gevoelig (vooral aflatoxinen en ochratoxine A) als HPLC-FLU en dure apparatuur. Hiermee is echter wel een breed scala aan mycotoxinen tegelijk te analyseren.

## Soorten
- Aflatoxine B1, B2, G1 en G2: Besmet met aflatoxine zijn meestal landbouwproducten, zoals maïs, oliehoudende zaden en noten, pistache, pinda, specerijen, amandel en paranoten uit tropische en subtropische landen, vanwege het feit dat de schimmel Aspergillus het best gedijt in temperaturen tussen de 25 en 40 graden. Daarbij is aflatoxine B1 het giftigst en een potentieel kankerverwekkend. Het wordt geassocieerd met leverkanker. In combinatie met hepatitis B-infectie komt leverkanker veel vaker voor. Aangezien in tropische landen dit virus meer voorkomt, in combinatie met een veel hogere contaminatie van aflatoxinen in tropische landen vormt dit vooral een tropisch (Afrikaans) probleem.
- Ochratoxine A wordt geproduceerd door Penicillium verrucosum in gematigde klimaatzones en Aspergillussoorten in warmere en vochtige gebieden. Aspergillus ochraceus wordt in een groot aantal grondstoffen zoals graan en graanproducten, fruit, gebrande koffie, wijn, druivensap en een scala aan dranken en specerijen als verontreiniging aangetroffen. Aspergillus carbonarius wordt het meest aangetroffen in klimplantvruchten en gedroogde klimplantproducten uit het Mediterrane gebied. Het veroorzaakt nierschade en is een potentieel kankerverwekkend. Per 2006 is maximaal een wekelijkse inname (TWI) van 120 ng/kg lichaamsgewicht toegestaan. (EU)
- Moederkoren-alkaloïden of ergot-alkaloïden (Claviceps purpurea) Vooral rogge bevat moederkoren. Dit zijn donkergekleurde korrels die voor een deel ergo-alkaloïden bevatten zoals ergotamine, ergocristine en ergocryptine. Dit is het oudst bekende mycotoxine. Pieter Bruegel de Oude heeft in de 16e eeuw al een schilderij hierover gemaakt (“De kreupelen” (1568), dat hangt in het Louvre, Parijs).
- Fusariumtoxine wordt geproduceerd door verschillende soorten van het genus Fusarium en komt voor op granen zoals tarwe en maïs. Ze bevat een reeks van mycotoxinen inclusief de fumonisinen, (TDI 0,2 μg/kg lichaamsgewicht) (B1 en B2), dat het zenuwstelsel van paarden aantast en kanker veroorzaakt in knaagdieren, de trichothecenen, inclusief deoxynivalenol (DON), nivalenol, (TDI 2 μg/kg lichaamsgewicht) en zearalenon (ZEA, maximale toegestane dagelijkse inname (TDI) 1 μg/kg lichaamsgewicht (sinds juni 2000)), welke zeer stabiel zijn en niet door verhitting geneutraliseerd kunnen worden. De trichothecenen zijn chronisch toxisch en veroorzaken gewichtsafname, braken, diarree en mogelijk sterfte.
- Fusarinezuren (FA)
- Patuline is geassocieerd met een reeks van schimmelsoorten en wordt gevonden in beschimmelde appels. Het wordt geneutraliseerd door fermentatie en komt daardoor niet voor in alcoholische dranken. Het kan kankerverwekkend zijn en uit dierproeven is gebleken dat patuline het afweersysteem en zenuwstelsel aantast. Sinds 2000 is een maximaal toegestane dagelijkse inname (PMTDI) van 0,4 μg/kg lichaamsgewicht toegestaan. (EU) Dit komt neer op 25 μg/kg appelproduct en voor kindervoeding geldt een norm van 10 μg/kg.
- Alternaria-toxines, zoals alternariol (AOH), alternariolmonomethylether (AME), altenuen en tenuazonzuren

Strikt genomen is ook ethanol (ethylalcohol), dat door anaerobe metabolisering van suiker door gisten (in het bijzonder Saccharomyces cerevisiae) ontstaat, een mycotoxine.
| Producerende schimmel                              | Mycotoxine                          | Levensmiddelen                                              | Mogelijke giftige effecten op de mens                                          | Max norm (μg/kg) |
| -------------------------------------------------- | ----------------------------------- | ----------------------------------------------------------- | ------------------------------------------------------------------------------ | ---------------- |
| Fusarium sporotrichioides Fusarium poae            | T-2 toxine                          | maïs granen graanproducten haver haverproducten             | dermatoxisch                                                                   |                  |
|                                                    | HT-2 toxine                         | granen graanproducten haver haverproducten                  |                                                                                |                  |
| Fusarium graminearum                               | deoxynivalenol (DON) of vomitoxine  | tarwe maïs                                                  | neurotoxisch                                                                   |                  |
| Fusarium tricinctum                                | trichothecenen                      | maïs pinda rijst                                            | neurotoxisch                                                                   |                  |
| Fusarium moniliforme                               | fumonisine B1 en andere fumonisinen | sorghum maïs                                                | nefrotoxisch, respiratorische aandoeningen, neurotoxisch, mogelijk carcinogeen |                  |
| Aspergillus flavus Aspergillus parasiticus         | aflatoxine B1 B2 G1 G2              | pinda maïs kruiden pepers oliehoudende zaden                | carcinogeen, hepatotoxisch, mutageen, teratogeen                               |                  |
| Fusarium graminearum                               | zearalenone                         | maïs granen                                                 | genitotoxisch, mutageen                                                        |                  |
| Penicillium citrinum                               | citrinine                           | gerst maïs rijst en walnoten                                | nefrotoxisch, mutageen, mogelijk carcinogeen                                   |                  |
|                                                    | aflatoxine M1                       | melk, zuivelproducten eieren (carry-over)                   | carcinogeen, hepatotoxisch, mutageen, teratogeen                               |                  |
| Claviceps purpurea (moederkoren)                   | ergotalkaloïden                     | rogge                                                       | neurotoxisch                                                                   |                  |
| Penicillium islandicum                             | luteoskyrine                        | rijst sorghum                                               | hepatotoxisch, carcinogeen, mutageen                                           |                  |
| Aspergillus ochraceus Penicillium verrucosum       | chratoxine A                        | granen koffie vlees gedroogde druiven rozijnen (carry over) | nefrotoxisch, teratogeen                                                       |                  |
| Penicillium aurantiogriseum Penicillium fennelliae | penicillinezuur                     | bonen maïs                                                  | neurotoxisch                                                                   |                  |
| Aspergillus versicolor                             | sterigmatocystine                   | maïs tarwe, koffie                                          | dermatoxisch, teratogeen, mogelijk carcinogeen                                 |                  |
| Penicillium expansum en andere Penicilliumsoorten  | patuline                            | appelen, andere vruchten bonen tarwe                        | neurotoxisch, genotoxisch, mogelijk carcinogeen en mutageen                    |                  |